# Pallavolo ai Giochi della XXX Olimpiade

I tornei di pallavolo ai Giochi della XXX Olimpiade si sono svolti dal 28 luglio al 12 agosto 2012 a Londra, nel Regno Unito, durante i Giochi della XXX Olimpiade.

## Qualificazioni

### Maschile
| Maschile                                   | Data                | Organizzatore           | Posti | Qualificati            |
| ------------------------------------------ | ------------------- | ----------------------- | ----- | ---------------------- |
| Coppa del Mondo di pallavolo maschile 2011 | 20 Nov - 4 Dic 2011 | Giappone                | 3     | Russia Polonia Brasile |
| Preolimpico Africano                       | 17-21 gennaio 2012  | Camerun, Yaoundé        | 1     | Tunisia                |
| Preolimpico Europeo                        | 8-13 maggio 2012    | Bulgaria, Sofia         | 1     | Italia                 |
| Preolimpico Nordamericano                  | 7-12 maggio 2012    | Stati Uniti, Long Beach | 1     | Stati Uniti            |
| Preolimpico Sudamericano                   | 11-13 maggio 2012   | Argentina, Adrogué      | 1     | Argentina              |
| Preolimpico Asiatico                       | 1-10 giugno 2012    | Giappone, Tokyo         | 1     | Australia              |
| Preolimpico Mondiale 1                     | 1-10 giugno 2012    | Giappone, Tokyo         | 1     | Serbia                 |
| Preolimpico Mondiale 2                     | 8-10 giugno 2012    | Bulgaria, Sofia         | 1     | Bulgaria               |
| Preolimpico Mondiale 3                     | 8-10 giugno 2012    | Germania, Berlino       | 1     | Germania               |
| Nazione ospitante                          | -                   | -                       | 1     | Regno Unito            |
| TOTALE                                     |                     |                         | 12    |                        |

### Femminile
| Femminile                                   | Data                    | Organizzatore       | Posti | Qualificati                 |
| ------------------------------------------- | ----------------------- | ------------------- | ----- | --------------------------- |
| Coppa del Mondo femminile di pallavolo 2011 | 4-18 novembre 2011      | Giappone            | 3     | Italia Stati Uniti Cina     |
| Preolimpico Africano                        | 2-4 febbraio 2012       | Algeria, Blida      | 1     | Algeria                     |
| Preolimpico Europeo                         | 1-6 maggio 2012         | Turchia, Istanbul   | 1     | Turchia                     |
| Preolimpico Nordamericano                   | 27 aprile-6 maggio 2012 | Messico, Tijuana    | 1     | Rep. Dominicana             |
| Preolimpico Sudamericano                    | 8-14 maggio 2012        | Brasile, São Carlos | 1     | Brasile                     |
| Preolimpico Asiatico                        | 19-27 maggio 2012       | Giappone, Tokyo     | 1     | Giappone                    |
| Preolimpico Mondiale                        | 19-27 maggio 2012       | Giappone, Tokyo     | 3     | Russia Corea del Sud Serbia |
| Nazione ospitante                           | -                       | -                   | 1     | Regno Unito                 |
| TOTALE                                      |                         |                     | 12    |                             |

## Calendario
| Uomini |     | 1°T |     | 1°T |     | 1°T |     | 1°T |     | 1°T |    | Q. |    | SF |        | Finale | 1 |
| Donne  | 1°T |     | 1°T |     | 1°T |     | 1°T |     | 1°T |     | Q. |    | SF |    | Finale |        | 1 |
| Totale |     |     |     |     |     |     |     |     |     |     |    |    |    |    | 1      | 1      | 2 |

|  | Qualificazioni |  | FINALI |

## Podi

### Uomini[1]
| Evento                        | Oro    | Argento | Bronzo |
| Pallavolo maschile (dettagli) | Russia | Brasile | Italia |

### Donne
| Evento                         | Oro     | Argento     | Bronzo   |
| Pallavolo femminile (dettagli) | Brasile | Stati Uniti | Giappone |

## Medagliere
| Posizione | Paese       |   |   |   | Totale |
| --------- | ----------- | - | - | - | ------ |
| 1         | Brasile     | 1 | 1 | 0 | 2      |
| 2         | Russia      | 1 | 0 | 0 | 1      |
| 3         | Stati Uniti | 0 | 1 | 0 | 1      |
| 4         | Italia      | 0 | 0 | 1 | 1      |
| 4         | Giappone    | 0 | 0 | 1 | 1      |
| Totale    | Totale      | 2 | 2 | 2 | 6      |

## Risultati in dettaglio

### Torneo maschile
|         | Pos. | Nazionale     | G | V | P | SV | SP | PF  | PS  | DP   |
| ------- | ---- | ------------- | - | - | - | -- | -- | --- | --- | ---- |
| Oro     | 1    | Russia        | 8 | 7 | 1 | 21 | 8  | 689 | 605 | +84  |
| Argento | 2    | Brasile       | 8 | 6 | 2 | 21 | 8  | 676 | 597 | +79  |
| Bronzo  | 3    | Italia        | 8 | 5 | 3 | 16 | 13 | 656 | 641 | +15  |
|         | 4    | Bulgaria      | 8 | 5 | 3 | 18 | 10 | 653 | 636 | +17  |
|         | 5    | Argentina     | 6 | 3 | 3 | 10 | 10 | 438 | 442 | -8   |
|         | 5    | Germania      | 6 | 2 | 4 | 6  | 14 | 429 | 463 | -34  |
|         | 5    | Polonia       | 6 | 3 | 3 | 11 | 10 | 494 | 449 | +45  |
|         | 5    | Stati Uniti   | 6 | 4 | 2 | 14 | 7  | 493 | 448 | +45  |
|         | 9    | Australia     | 5 | 2 | 3 | 8  | 10 | 395 | 397 | -2   |
|         | 9    | Serbia        | 5 | 1 | 4 | 7  | 13 | 413 | 455 | -42  |
|         | 11   | Tunisia       | 5 | 0 | 5 | 1  | 15 | 294 | 395 | -101 |
|         | 11   | Gran Bretagna | 5 | 0 | 5 | 0  | 15 | 274 | 376 | -102 |

### Torneo femminile
|         | Pos. | Nazionale       | G | V | P | SV | SP | PF  | PS  | DP   |
| ------- | ---- | --------------- | - | - | - | -- | -- | --- | --- | ---- |
| Oro     | 1    | Brasile         | 8 | 6 | 2 | 19 | 13 | 722 | 664 | +58  |
| Argento | 2    | Stati Uniti     | 8 | 7 | 1 | 22 | 5  | 655 | 552 | +103 |
| Bronzo  | 3    | Giappone        | 8 | 5 | 3 | 17 | 8  | 645 | 592 | +53  |
|         | 4    | Corea del Sud   | 8 | 3 | 5 | 14 | 17 | 673 | 686 | -13  |
|         | 5    | Cina            | 6 | 3 | 3 | 13 | 13 | 590 | 478 | +12  |
|         | 5    | Italia          | 6 | 4 | 2 | 15 | 8  | 528 | 461 | +67  |
|         | 5    | Rep. Dominicana | 6 | 2 | 4 | 8  | 12 | 431 | 437 | -6   |
|         | 5    | Russia          | 6 | 5 | 1 | 17 | 7  | 573 | 466 | +107 |
|         | 9    | Gran Bretagna   | 5 | 1 | 4 | 3  | 14 | 295 | 398 | -103 |
|         | 9    | Turchia         | 5 | 2 | 3 | 9  | 11 | 434 | 443 | -9   |
|         | 11   | Algeria         | 5 | 0 | 5 | 2  | 15 | 252 | 410 | -158 |
|         | 11   | Serbia          | 5 | 0 | 5 | 2  | 15 | 296 | 407 | -111 |